# Università delle Hawaii - Mānoa
L'Università delle Hawaii - Mānoa, conosciuta anche come UH Mānoa è la principale tra le sedi del sistema dell'Università delle Hawaii; il campus si trova a Mānoa, nell'area urbana di Honolulu, maggiore città e capitale delle Hawaii.
Il campus ospita anche gli uffici principali dell'Università delle Hawaii. La maggior parte del campus occupa la metà orientale dell'imbocco della Mānoa Valley, con la John A. Burns School of Medicine situata adiacente al Kaka'ako Waterfront Park.
L'Hawai'i Hall era il cuore dell'Università delle Hawaii quando fu aperta nel 1912. Ospitava aule, uffici amministrativi e la biblioteca del campus.
UH offre oltre 200 corsi di laurea in 17 college e scuole. È accreditato dal WASC Senior College e dalla Commissione universitaria e governato dalla legislatura dello stato delle Hawaii e da un consiglio di reggenti semi-autonomo. È anche membro dell'Association of Pacific Rim Universities.
Tra gli ex studenti dell'UH si contano Patsy Mink, Robert Ballard e i genitori di Barack Obama: Barack Obama Sr. e Stanley Ann Dunham. Il 44% dei senatori dello stato delle Hawaii e il 51% dei rappresentanti statali sono laureati alla UH.

## Sport
Le squadre sportive sono rispettivamente i Rainbow Warriors (uomini) e le Rainbow Wahine (donne). Vengono utilizzati anche altri nomi come Warriors o Rainbows. L'università è membro della Big West Conference e per quanto riguarda il calcio della Mountain West Conference.